# John Abizaid
John Philip Abizaid (1 de abril de 1951) é um ex-militar norte-americano, que foi General do Exército dos Estados Unidos e ex-comandante do Comando Central dos Estados Unidos (CENTCOM), supervisionando operações militares americanas em 27 países. Também foi chefe do Centro de Combate ao Terrorismo em 2006.